# Presidenza di Surat
La Presidenza di Surat (in inglese: Presidency of Surat) era una Agenzia dell'India della Compagnia britannica delle Indie orientali. 
La presidenza venne fondata come fondaco della Compagnia britannica delle Indie orientali nella parte occidentale del porto indiano di Surat e terminò con lo spostamento della sede della presidenza a Bombay e poi con l'unione definitiva alla nuova presidenza di Madras. Al suo picco massimo, la presidenza includeva tutte le fabbriche della costa occidentale dell'India, compresi i punti commerciali di Ahmadabad, Balasore (1655-84), Bombay (1665-87), Hughly (1655-84). Dal 1655 al 1684, il presidente della presidenza di Surat esercitò anche la sua autorità su Madras.